# シンクヴェトリル
座標: 北緯64度15分13.7秒 西経21度2分14.1秒 / 北緯64.253806度 西経21.037250度

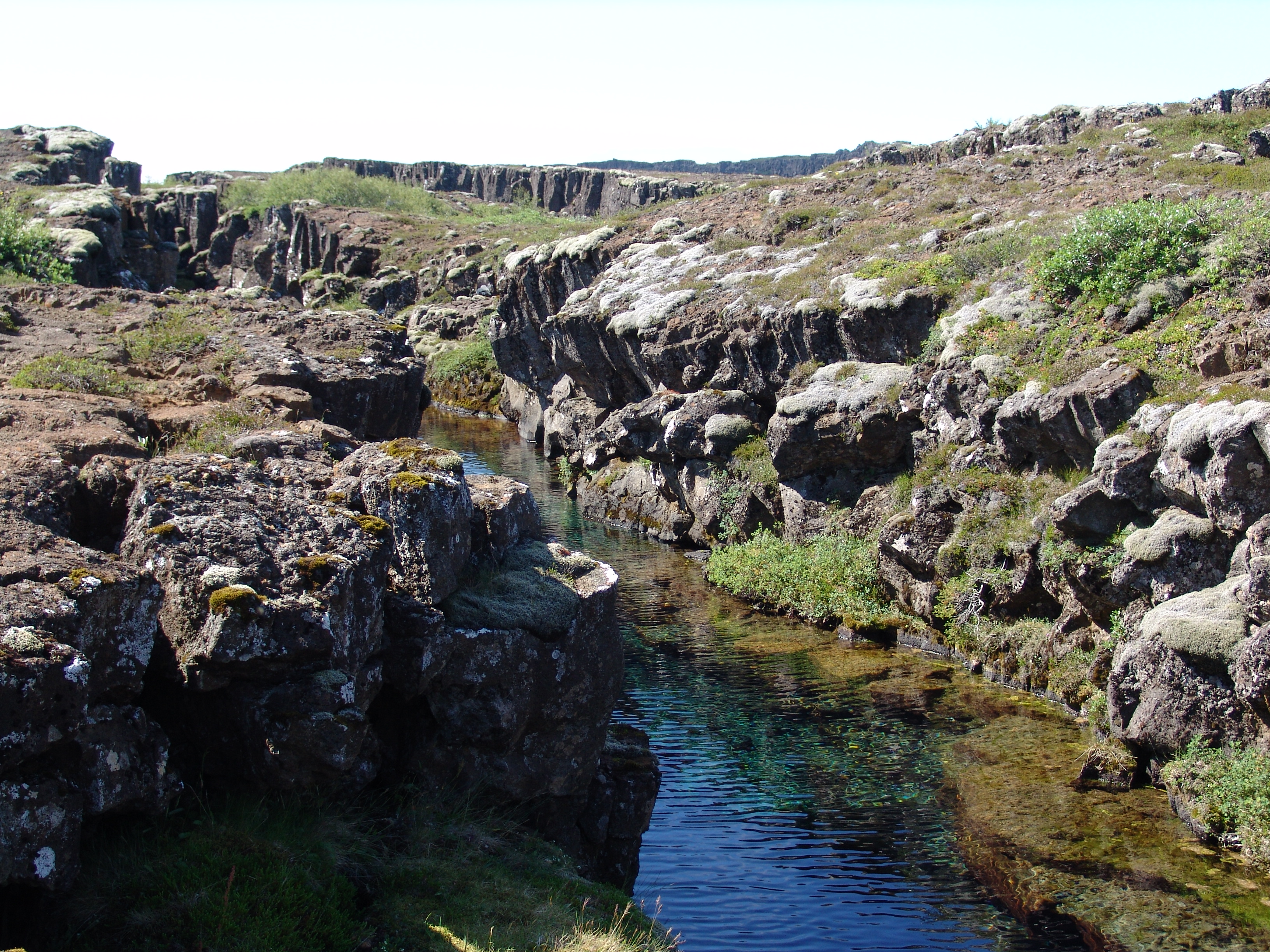
大地の裂け目

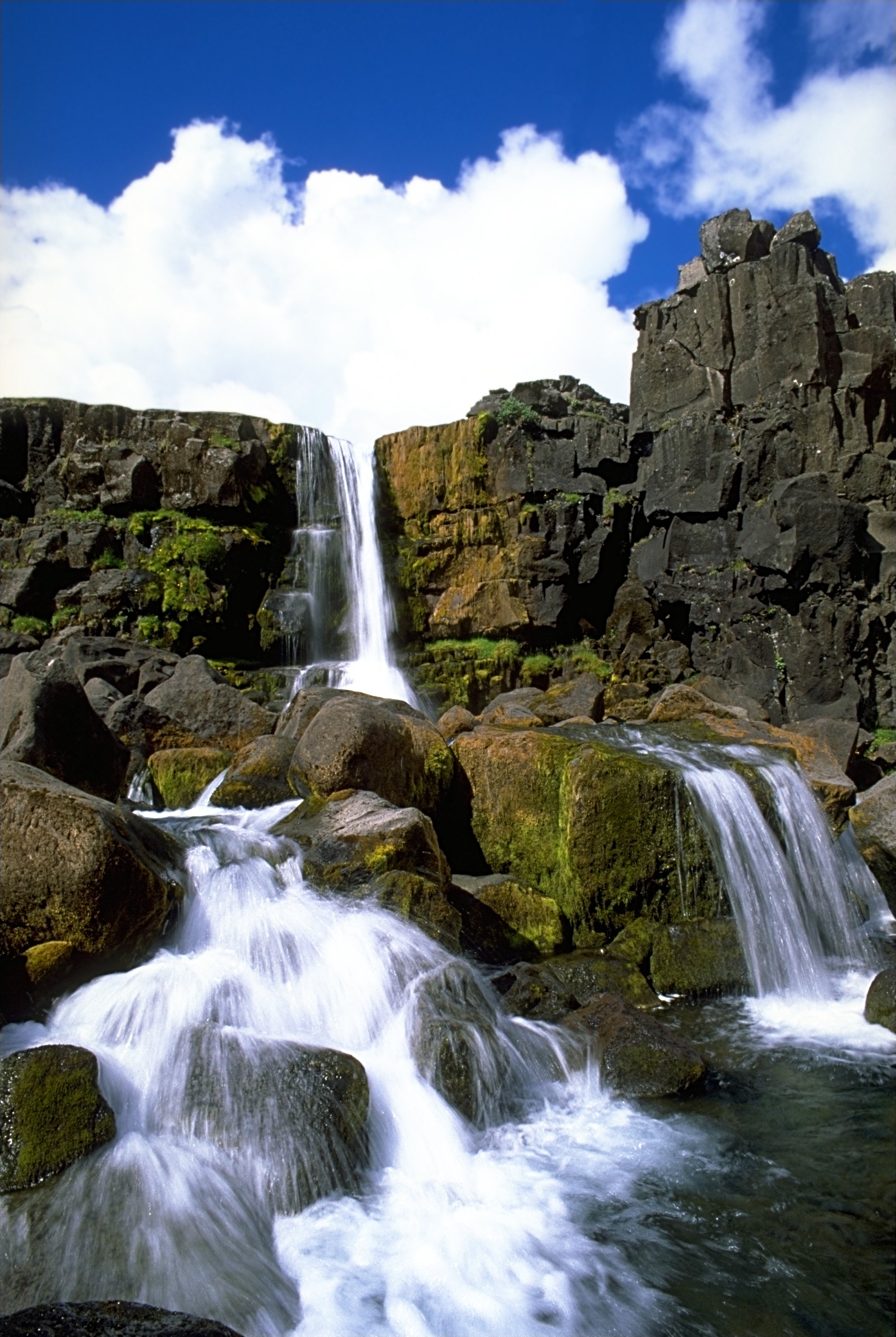
国立公園内の滝

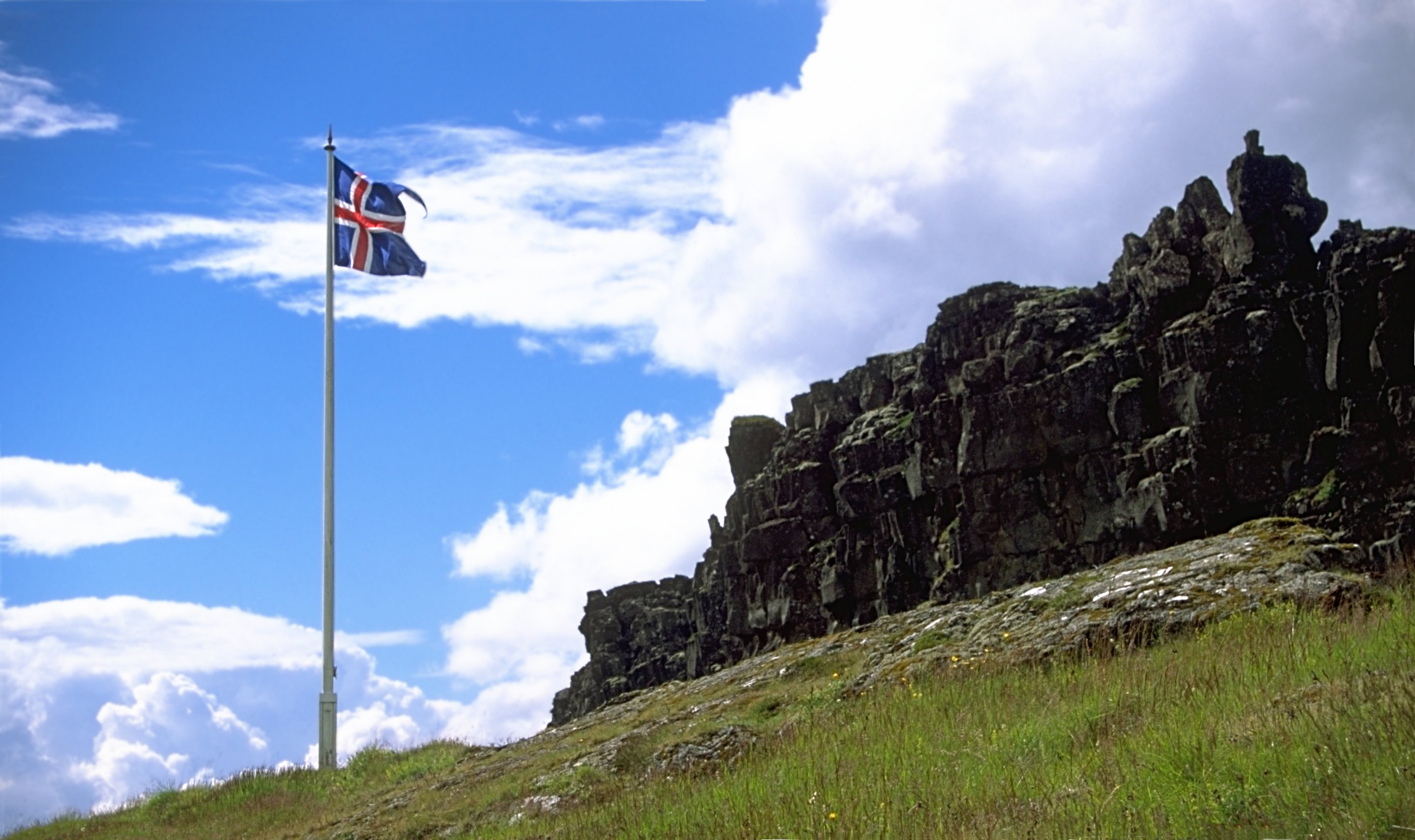
シンクヴェトリルにあるアイスランドの国旗

シンクヴェトリル（アイスランド語: Þingvellir）は、アイスランドの国立公園地域。ユネスコの世界遺産にも登録されている。

## 地勢
シンクヴェトリル付近は、大西洋中央海嶺の地上露出部分であって、ユーラシアプレートが東に北米プレートが西に広がっている。そのため各地でギャオ（アイスランド語: gjá）と呼ばれる大地の裂け目が見られ、独特な岩肌を眺めることができる。ホッキョクイワナが多く生息するシンクヴァトラヴァトン湖の北辺に位置する。近隣の都市としては、40キロ南西にレイキャヴィーク、45キロ西にアクラネースが位置している。

## 歴史
930年、ノルウェーからの移住者によって、この地で「アルシング」（Alþingi）と称される民主的な全島集会が開催された。この全島集会を議会ととらえれば、中世の身分制議会ではなく近代議会がすでに存在していたことになる。かつてアルシングが開催された場所に、現在は国旗が掲揚されている。
1930年に国立公園に指定され、2004年には世界遺産に登録された。

## 登録基準
この世界遺産は世界遺産登録基準のうち、以下の条件を満たし、登録された（以下の基準は世界遺産センター公表の登録基準からの翻訳、引用である）。
- (3) 現存するまたは消滅した文化的伝統または文明の、唯一のまたは少なくとも稀な証拠。
- (6) 顕著で普遍的な意義を有する出来事、現存する伝統、思想、信仰または芸術的、文学的作品と直接にまたは明白に関連するもの（この基準は他の基準と組み合わせて用いるのが望ましいと世界遺産委員会は考えている）。